# When the Morning Comes (альбом)
«When the Morning Comes» — четвертий студійний альбом норвезької співачки Маріт Ларсен, що вийшов 20 жовтня 2014 року в скандинавських країнах компанією Warner Music Norway. 27 березня 2015 року Sony Music Germany випустив альбом у Німеччині, Швейцарії та Австрії.
14 липня 2014 року на радіо NRK P3 відбулася прем'єра синглу «I Don't Want to Talk About It». Він вийшов 4 серпня на iTunes, Google Play, Spotify та WiMP. Музичне відео співачка опублікувала на особистому каналі YouTube 6 жовтня.
Перевидання альбому від Sony Music Germany мало альтернативну обкладинку альбому, а в якості «Deluxe Edition» — 5 додаткових акустичних концертних треків і 1 бонусний трек. Альбом має чотири сингли: «I Don't Want to Talk About It», «Faith & Science», «Please Don't Fall For Me» і «Traveling Alone». 2 пісні з альбому потрапили у лідери Philippine Top 100 Songs Chart. Не-сингл пісні «Before You Fell» вдалося протриматися шість тижнів підряд в філіппінському чарті. Згодом її замінила «Please Don't Fall for Me», що пробула на вершині чарту два тижні.

## Список композицій
| №                   | Назва                           | Автори                    | Тривалість |
| ------------------- | ------------------------------- | ------------------------- | ---------- |
| 1                   | «Please Don't Fall for Me»      | Маріт Ларсен, Тофер Браун | 03:14      |
| 2                   | «Faith & Science»               | Маріт Ларсен, Сет Джонс   | 03:18      |
| 3                   | «I'd Do It All Again»           | Маріт Ларсен, Тофер Браун | 03:18      |
| 4                   | «I Don't Want to Talk About It» | Маріт Ларсен, Грег Голден | 03:21      |
| 5                   | «Shine On (Little Diamond)»     | Маріт Ларсен, Тофер Браун | 03:27      |
| 6                   | «Before You Fell»               | Маріт Ларсен, Тофер Браун | 04:17      |
| 7                   | «Lean On Me, Lisa»              | Маріт Ларсен, Філліп Лару | 03:14      |
| 8                   | «Traveling Alone»               | Маріт Ларсен, Сет Джонс   | 02:32      |
| 9                   | «Consider This»                 | Маріт Ларсен, Сет Джонс   | 04:23      |
| 10                  | «When the Morning Comes»        | Маріт Ларсен, Тофер Браун | 03:31      |
| Загальна тривалість | Загальна тривалість             | Загальна тривалість       | 34:45      |

Sony Music Germany «Розширене видання», бонусні треки
| №   | Назва                                                              | Автори                       | Тривалість |
| 11. | «I Don't Want to Talk About It» (Live & Acoustic @ Filtr Sessions) | Маріт Ларсен, Грег Голден    | 3:09       |
| 12. | «Shine On (Little Diamond)» (Live & Acoustic @ Filtr Sessions)     | Маріт Ларсен, Тофер Браун    | 3:05       |
| 13. | «When the Morning Comes» (Live & Acoustic @ Filtr Sessions)        | Маріт Ларсен, Тофер Браун    | 2:57       |
| 14. | «If a Song Could Get Me You» (Live & Acoustic @ Filtr Sessions)    | Маріт Ларсен, Kåre Vestrheim | 3:18       |
| 15. | «I Love You Always Forever» (Live & Acoustic @ Filtr Sessions)     | Донна Льюїс                  | 3:28       |
| 16. | «I Don't Want to Talk About It» (Achtabahn Radio Mix)              | Маріт Ларсен, Грег Голден    | 3:01       |

## Критика
|  | «When the Morning Comes» – альбом, де Маріт Ларсен повністю відновилася, як співачка. Вона звільнила продюсера Kåre Vestrheim після його роботи над трьома її альбомами, щоб взяти на себе роль продюсера. Потім поїхала в Нашвілл, штат Теннессі, щоб вперше записати музику за межами Норвегії, і навіть з музикантами, яких вона ніколи не зустрічала раніше. Альбом може не здивувати, але, безумовно, йому вдалося перевершити очікування щодо нових захопливих поп-пісень. На гучних та висококласних композиціях, таких як "Faith & Science" та "I Don't Want to Talk About It" є кілька слідів, що залишилися в мовчазній меланхолії альбому «Spark». Композиція "Traveling Alone" найбільш очевидно вписується в американські рамки. |

|  | Основою родзинкою альбому, крім сильного матеріалу, є впевненість Маріт у власній роботі. Зокрема, "I'd Do It All Again", "Before You Fell" та "Consider This" виконуються витончено і скромно. Ці три пісні стверджують, що в «When the Morning Comes» Маріт повернулася бальш зрілою, ніж дівчина з попередніх альбомів. Основні моменти наповнюють серце теплом, а шкіра стає гусячою. Прослухавши композицію "When the Morning Comes", яка оспівує чудеса, що чекають на нас завтра, ми відчуваємо Маріт. Елегантна фортепіанна гра відтворює прекрасну мелодію, а органні акорди та хор супроводжують важкий вокал. Голос Маріт, який, як здавалося, раніше був тонким, тут сильний і ніжний. |

## Чарти
| Чарт (2014–15)                        | Найвища позиція |
| ------------------------------------- | --------------- |
| German Albums (Offizielle Top 100)    | 71              |
| Norwegian Albums (VG-lista)           | 1               |
| Swiss Albums (Швейцарський хіт-парад) | 53              |